# Roger Géri
Roger Geri (né le 1er février 1947 à Marseille en France et mort le 22 juillet 2019 à Rosny-sur-Seine) est un footballeur professionnel français. 
Il porte les couleurs de l'Olympique de Marseille durant sept ans, puis celles de l'éphémère RFC Paris-Neuilly, du FC Sochaux, du FC Lorient et de l'USL Dunkerque. Il est sélectionné en équipe de France amateure en 1969 et est demi-finaliste de la Coupe de France avec le FC Sochaux en 1971.

## Biographie

### Débuts à Marseille
Né le 1er février 1947 à Marseille, Roger Geri fait ses premiers pas de footballeur à 5 ans avec le Sylvestre Bellevue Sport Club FSGT de la Belle de Mai à Marseille.
Il intègre ensuite le club de l'Union Sportive des Cheminots de Marseille à Saint Barthélemy, dans le 14e arrondissement de Marseille. Il y évolue dans toutes les équipes de jeunes.  
En 1964, il est détecté par l'un des meilleurs clubs français, l'Olympique de Marseille. Il y évolue jusqu'en 1969 sous les directions successives de Jean Robin, Mario Zatelli et Robert Domergue,,. Lors de la saison 1964-65, il est Champion de Division d'Honneur du Sud-Est. La saison suivante (1965-1966), il atteint les demi-finales de la Coupe Gambardella avec les « minots » de Marseille. 

### Carrière en sélection nationale
En 1967, il est Champion de France militaire (armée de l'air) et intègre les rangs de l'équipe de France militaire du Bataillon de Joinville, qui était composée de footballeur de renom effectuant leur service militaire. Il est également sélectionné en équipe de France amateure en Juillet 1969 pour une tournée aux Antilles, aux côtés de Daniel Leclercq, Bernard Guignedoux, Pierre Repellini, Daniel Horlaville et Michel Prost. Il participe aux quatre matchs disputés lors de la tournée contre les sélections de la Martinique et de la Guadeloupe. Le 10 juillet 1969, à Fort-de France, l'équipe de France se fait surprendre par la Martinique 2 buts à 1 au Stade Louis-Achille. Elle remporte ensuite les trois autres rencontres à Fort-de France contre la Martinique (1-0) le 12 juillet, et à Pointe-à-Pitre contre La Guadeloupe le 14 juillet (7-0), et le 17 juillet 1969 (3-1). 
Passé sous statut professionnel lorsqu'il intègre le Racing Football Club de Paris-Neuilly, il ne pourra plus être sélectionné en équipe de France amateure.

### Carrière professionnelle
En 1969, il est transféré au Racing Football Club de Paris-Neuilly, nouveau club dont la création a été soutenue par le président du club marseillais. Il joue notamment avec le gardien international yougoslave Ilija Pantelić, Marcel Artelesa, Eduard Kula et Jean-Pierre Tokoto, sous la direction de l'entraîneur italien Angelo Grizzeti. Il atteint les quarts de finale de la Coupe de France en 1970, battu en match d'appui par Valenciennes. 
Lors de la saison 1970-1971, il joue sous les couleurs du FC Sochaux où évolue le meneur de jeu international français Georges Lech et Michel Watteau. Il a pour entraîneur Paul Barret. Il atteint la demi-finale de Coupe de France, éliminé par l'Olympique lyonnais qui s'impose au match aller au Stade Bonal 0-1 et fait match nul au retour 1-1 à Lyon. Cette saison, le FC Sochaux termine dixième du Championnat de France de première division. 
À l'intersaison, il est convoité par Valenciennes dirigé par son ancien entraîneur Robert Domergue à Marseille, et où évolue l'attaquant international camerounais et ancien coéquipier de l'OM Joseph. C'est pourtant le club breton du FC Lorient qui retiendra les faveurs de Roger Geri. C'est face à ce club de Valenciennes qu'il dispute son premier match sous les couleurs lorientaises. Son entraîneur de l'époque, André Mori, lui demandera : « pour ton premier match à Lorient, je te demande une seule chose : neutralise Joseph ». Roger Geri remplira son objectif. Le FC Lorient finira onzième du championnat de France (D2) lors des saisons 1971-1972 et 1972-73. Outre André Mori, il évoluera également sous la direction de Jean Vincent. 
Il porte ensuite les couleurs de l’US Dunkerque lors de la saison 1973-1974. L'équipe nordiste est alors dirigée par Élie Fruchart. Dunkerque finira huitième du classement du Championnat de France (D2). 
Durant sa carrière professionnelle, Il côtoie et joue avec de grands footballeurs parmi lesquels : Josip Skoblar, Roger Magnusson, Georges Lech, Michel Watteau, Marcel Artelesa et Max Fulgenzy. Il joue également contre Aimé Jacquet, Bernard Bosquier, Georges Carnus, Jean-Michel Larqué, Hervé Revelli, Salif Keïta, Georges Bereta, Robert Herbin, Didier Couécou, Jules Zvunka, Joseph Bonnel, Raul Castronovo, ou encore Yves Herbet.

### Carrière amateure
À la suite de sa carrière professionnelle, Roger Geri rejoint les rangs amateurs de l'AS Poissy (D3) de 1974 à 1977. Il exerce ensuite la fonction d’entraîneur-joueur dans les clubs suivants de 1978 à 1994 : SO Mazamet (3e Division), Le Touquet AC (3e Division), Olympique Argentan (Division d'honneur Basse-Normandie), le CA Mantes-la-Ville (Division d'honneur Paris) et l’AS Mantes-la-Jolie (DH).
En 1994, il devient Directeur Général du FC Mantois 78 (CFA). Il crée et structure l'école de formation avec le concours de Léo Cariou. De nombreux joueurs professionnels sortiront des rangs du club comme Yann M'Vila ou Moussa Sow. Il dirige également la politique sportive du club et est le principal artisan, avec Alain Polaniok, entraîneur de l'équipe première, de l’ascension du club au niveau national (DH à la quatrième division). Il prend sa retraite en 2007, ce qui ne signifie pas la fin de son engagement dans le monde sportif.
De 2008 à 2012, il est vice-président du Club Athlétique de Mantes-la-Ville Omnisports. En 2012, il succède à Jean-Marie Georgelin à la présidence du club, comptant 24 sections sportives et près de 2 500 licenciés.

## Palmarès
- 1965 : Champion de Division d'Honneur du Sud-Est avec l'Olympique de Marseille[18]
- 1967 : Champion de France militaire (armée de l'air)[19]
- Vainqueur de la Coupe de Provence juniors avec L'Olympique de Marseille[18]